# ダニエル・ファン・カーム
ダニエル・ファン・カーム（Daniël van Kaam、2000年6月23日 - ）は、オランダ・フローニンゲン州アピンへダム出身のサッカー選手。SCカンブール所属。ポジションはMF。

## 経歴
FCフローニンゲンのユース出身。2018年10月6日、エールディヴィジのADOデン・ハーグ戦でトップチームデビューを果たした。
2022年8月31日、SCカンブールに移籍した。